# Andrea Crisanti
Andrea Crisanti (* 12. Juni 1936 in Rom; † 7. Mai 2012 ebenda) war ein italienischer Filmarchitekt.

## Werdegang
Crisanti studierte Kunstwissenschaften an der Akademie der Schönen Künste in der italienischen Hauptstadt. Nach einiger Zeit, in der er sich als Maler versuchte, wandte er sich der Arbeit für das Kino zu und war für Mario Garbuglia als Assistent an seinen ersten Filmen beteiligt (sein Debüt stellt Man nannte es den großen Krieg aus dem Jahr 1959 dar), später war er auch für andere Kollegen tätig. In eigener Verantwortung baute er erstmals für Riccardo Fredas Maciste, der Rächer der Verdammten und wirkte dann auch immer wieder für Theaterbühnen. Als Höhepunkte seiner Arbeiten gelten u. a. die für Regisseur Francesco Rosi entstandenen Filme der 1970er Jahre, aber auch Cinema Paradiso und Una pura formalità, für den er mit dem David di Donatello ausgezeichnet wurde – 2005 erhielt er ihn für Cuore sacro erneut. Besonders häufig und gerne arbeitete er in Sizilien.
Cristanti arbeitet mit fast allen wichtigen italienischen Regisseuren zusammen; so entstanden Werke für Giuseppe Tornatore, Sergio Leone, Andrej Tarkowskij, Franco Zeffirelli, Michelangelo Antonioni, Gianni Amelio, Sergio Citti und Ferzan Özpetek. Seit Beginn der 1990er Jahre war er auch als Dozent am Centro Sperimentale di Cinematografia tätig und war der Präsident seiner Berufsvertretung A.S.C.
2002 erhielt Crisanti ein Silbernes Band für seine Ausstattung von Il consiglio d'Egitto.